# Alicja Wołodźko-Butkiewicz
Alicja Joanna Wołodźko-Butkiewicz (ur. 6 stycznia 1940 w Warszawie, zm. 19 września 2022 tamże) – polska rusycystka, tłumaczka.

## Życiorys
Urodziła się w 1940 jako córka Wilhelma i Cecylii. Ukończyła w 1962 studia na Wydziale Filologicznym Uniwersytetu im. Michaiła Łomonosowa w Moskwie. Rozprawę doktorską obroniła w 1973 na Uniwersytecie Warszawskim, z którym była związana (z dziesięcioletnią przerwą na pracę w wydawnictwie) do przejścia na emeryturę. W 1996 na podstawie rozprawy Pasierbowie Rosji. O prozaikach trzeciej emigracji uzyskała stopień doktora habilitowanego, w 2005 otrzymała tytuł profesora nauk humanistycznych. 
Od połowy lat 70. współpracowała z wydawnictwami: PIW, „Czytelnik”, „Iskry” oraz „Książka i Wiedza”, jako tłumaczka, autorka wstępów i posłowi o pisarzach rosyjskich oraz redaktor i twórca antologii z literaturą rosyjską związanych. W latach 1981–1992 w PIW-ie była kierownikiem redakcji literatury rosyjskiej i radzieckiej oraz literatur słowiańskich. 
Od lutego 1987 była członkiem Związku Literatów Polskich. 
W latach 2002–2012 była dyrektorem Instytutu Rusycystyki na Wydziale Lingwistyki Stosowanej Uniwersytetu Warszawskiego. Zasiadła w organie nadzorczym Polsko-Rosyjskiej Fundacji Wspierania Współpracy Kulturalnej „Interkultura Plus”.
Zmarła 19 września 2022 w Warszawie, została pochowana na cmentarzu Wojskowym na Powązkach (kwatera K-2-19).

## Publikacje
- Spojrzenie na prozę rosyjską. Rok 2012 i lata pobliskie. Slavia Orientalis, 2013.
- Polonistyka rosyjska w pierwszej dekadzie XXI wieku (uwagi polskiego rusycysty). Acta Polono-Ruthenica, 2008, XIII: 233–247.
- Nasz przyjaciel Renè Śliwowski (1930–2015). Slavia Orientalis, 2016.
- Symbolika zamieci w literaturze rosyjskiej - od Puszkina do Sorokina. Przegląd Humanistyczny, 2011, 435.04: 3–15.

Źródło:.

## Wybrane przekłady
- Władimir Tiendriakow: Sześćdziesiąt świec (1984)
- Boris Sokołow: Michaił Bułhakow: leksykon życia i twórczości (2003)

## Ordery i odznaczenia
- Krzyż Oficerski Orderu Odrodzenia Polski (2005)[12]
- Złoty Krzyż Zasługi (1980)[6]
- Medal Puszkina za wybitne osiągnięcia literaturoznawcze i translatorskie (Rosja, 2013)[13][14]

## Nagrody
- nagroda literacka ZAiKS-u dla tłumaczy (2008)[15]